# Аманбаев, Алимбай
Алимбай Аманбаев (23 октября 1922, Куня-Ургенч, Ташаузская область — 3 ноября 1990) — старшина Красной армии, участник Великой Отечественной войны, полный кавалер ордена Славы.

## Биография
Родился 23 октября 1922 года в Куня-Ургенче (Хорезмская ССР) в семье рабочего. По национальности — казах.
После окончания 10 классов (по другим данным 8 классов) средней школы устроился работать табельщиком в колхоз «Искра».
В декабре 1941 года был призван в Красную Армию. С декабря 1941 года по апрель 1942 года — проходил обучение в школе при 3-й кавалерийской национальной Туркменской дивизии в Чарджоу. На передовую попал в апреле 1942 года. В сентябре 1943 года — окончил полковую артиллерийскую школу в Новочеркасске. Служил в 101-м гвардейском артиллерийско-противотанковом полку (15-й отдельной истребительно-противотанковой артиллерийской бригады РГК).
С 10 по 15 октября 1944 года во время боёв вблизи населённого пункта Лесьне-Хылины (Польша) наводчик Алимбай Аманбаев уничтожил два вражеских пулемёта и повредил два вражеских танка. 23 ноября 1944 года был награждён орденом Славы 3-й степени.
26 января 1945 года во время отражения контратаки противника вблизи Вартенбурга, будучи командиром расчёта орудия, Алимбай Аманбаев уничтожил вражеский танк и около отделения солдат противника. Также ему удалось подавить шесть вражеских пулемётных точек. 2 февраля того же года повредил вражеский танк. 16 апреля 1945 года был награждён орденом Славы 2-й степени.
20 апреля 1945 года во время боя вблизи Грайфенхагена (ныне Польша) расчёт под командованием Аманбаева повредил два вражеских пулемёта и вывел из строя около 15 вражеских солдат, что сыграло важную роль в укреплении позиций на левом берегу Одера. На следующий день, во время боёв за расширение плацдарма на левом берегу Одера, солдатами расчёта Аманбаева было уничтожено около взвода вражеских солдат и три пулемёта. 24 апреля 1945 года расчётом Алимбая Аманбаева было уничтожено более десяти солдат и три пулемёта противника. 2 июня 1945 года был вновь награждён орденом Славы 2-й степени. 7 июня 1945 года был перенаграждён на орден Славы 1-й степени.
В 1945 году вступил в ВКП(б) (с 1952 года — КПСС).
Демобилизовался в декабре 1946 года. В 1947 году получил звание старшина запаса. После демобилизации поселился в городе Нукус (Каракалпакская АССР). Работал слесарем в Управлении механизированных работ. В период с 1948 года по 1952 год работал в МВД, получил звание младшего лейтенанта. В 1952 году вновь вернулся в управление механизированных работ.
Умер 3 ноября 1990 года.

## Награды
- Полный кавалер ордена Славы:
  - орден Славы I степени (7 июня 1968, орден № 2995)[5][3][2];
  - орден Славы II степени (16 апреля 1945, орден № 5804)[6];
  - орден Славы III степени (23 ноября 1944)[7];
- Орден Октябрьской революции[3][2];
- Орден Отечественной войны I степени (6 апреля 1985)[8];
- Орден Отечественной войны II степени (2 мая 1944)[9][8];
- Орден Красной Звезды (4 июня 1945)[10];
- ряд медалей[3][2].